# Caffaro di Rustico da Caschifellone
Caffaro di Rustico da Caschifellone, spesso citato solo come Caffaro (1080 circa – Genova, 1164 circa), è stato un generale e politico italiano, crociato, diplomatico ed annalista genovese che ha registrato le cronache della Repubblica di Genova, fissandole nei suoi celebri Annali, fonte basilare per la storia della Genova medievale e uno dei primi esempi di letteratura annalistica ad opera di un laico.

## Biografia
Nacque attorno al 1080.
Fu marinaio, crociato, console, cronista e, pur con il suo latino approssimativo, è considerato uno fra i padri fondatori della memoria storica genovese.
Come uomo di mare, Caffaro fu capitano della flotta che sconfisse i pisani (battaglia di Piombino, 1125) e i musulmani (battaglie di Minorca e di Almeria e Tortosa, 1146-1147).
Fu anche diplomatico e in questo ruolo svolse missioni presso papa Callisto II, Alfonso VII di Castiglia e Federico I Barbarossa.
Come documentarista ante literam e avventuriero (del suo tempo), ebbe una vita lunga, ricca di emozioni, tuttavia caratterizzata da una sostanziale saggezza. Ancor giovane lasciò il luogo natio e i suoi possedimenti, partendo alla ricerca di fortuna. Si imbarcò alla volta della Terrasanta (Siria) in compagnia di Guglielmo Embriaco detto "Testa di Maglio", in soccorso dei crociati di Goffredo di Buglione, guadagnandovi l'appellativo di Kàfir (l'"infedele").
Caduta Gerusalemme nel 1099, Caffaro - sempre in compagnia di "Testa di Maglio" - partecipò (1101) alla presa di Cesarea. Fu probabilmente questo avvenimento che lo convinse a mettere per iscritto un resoconto delle vicende storiche cui aveva partecipato.
Di ritorno dalla Terrasanta fornì, "davanti a notaio", un fedele resoconto (non privo di truci particolari) sulle scorribande nel mar Mediterraneo e gli scontri di strada; egli stesso del resto pare non avesse disdegnato di impossessarsi di prede e bottini catturati in Oriente.
Scrive nei suoi Annales, riferendo di quella spedizione: 
Lo stupore del cronista si manifesta ancor più nel descrivere come le lampade che erano all'esterno "... si accesero una dopo l'altra fino a raggiungere il cospicuo numero di sedici".